# Ocírroe (hija de Imbraso)
En la mitología griega, Ocírroe es una ninfa natural de la isla de Samos, hija de Imbraso y Quesias, que fue raptada por el dios Apolo.
Ocírroe viajó de Samos a la cercana ciudad de Mileto para asistir a una fiesta en honor de Ártemis. Allí Apolo se enamoró de ella y Ocírroe, temiendo ser raptada por el dios, pidió a Pómpilo, un marino amigo de su padre, que la trasladara al otro lado del estrecho que separa Mileto de la isla de Samos. Entonces se les apareció Apolo, que raptó finalmente a Ocírroe, petrificó la nave y convirtió a Pómpilo en el pez piloto (Naucrates ductor L.).
El mito de Apolo y Ocírroe es referido por Ateneo (Deipnosofistas, 283e) y por Eliano (Sobre la naturaleza de los animales, XV. 23).